# Счастливка (Николаевская область)
Счастливка (укр. Щасливка) — село в Доманёвском районе Николаевской области Украины.
Основано в 1890 году. Население по переписи 2001 года составляло 550 человек. Почтовый индекс — 56415. Телефонный код — 5152. Занимает площадь 1,229 км².

## Местный совет
56415, Николаевская обл., Доманёвский р-н, с. Счастливка, ул. Шляховая, 17